# Iratxe García Pérez

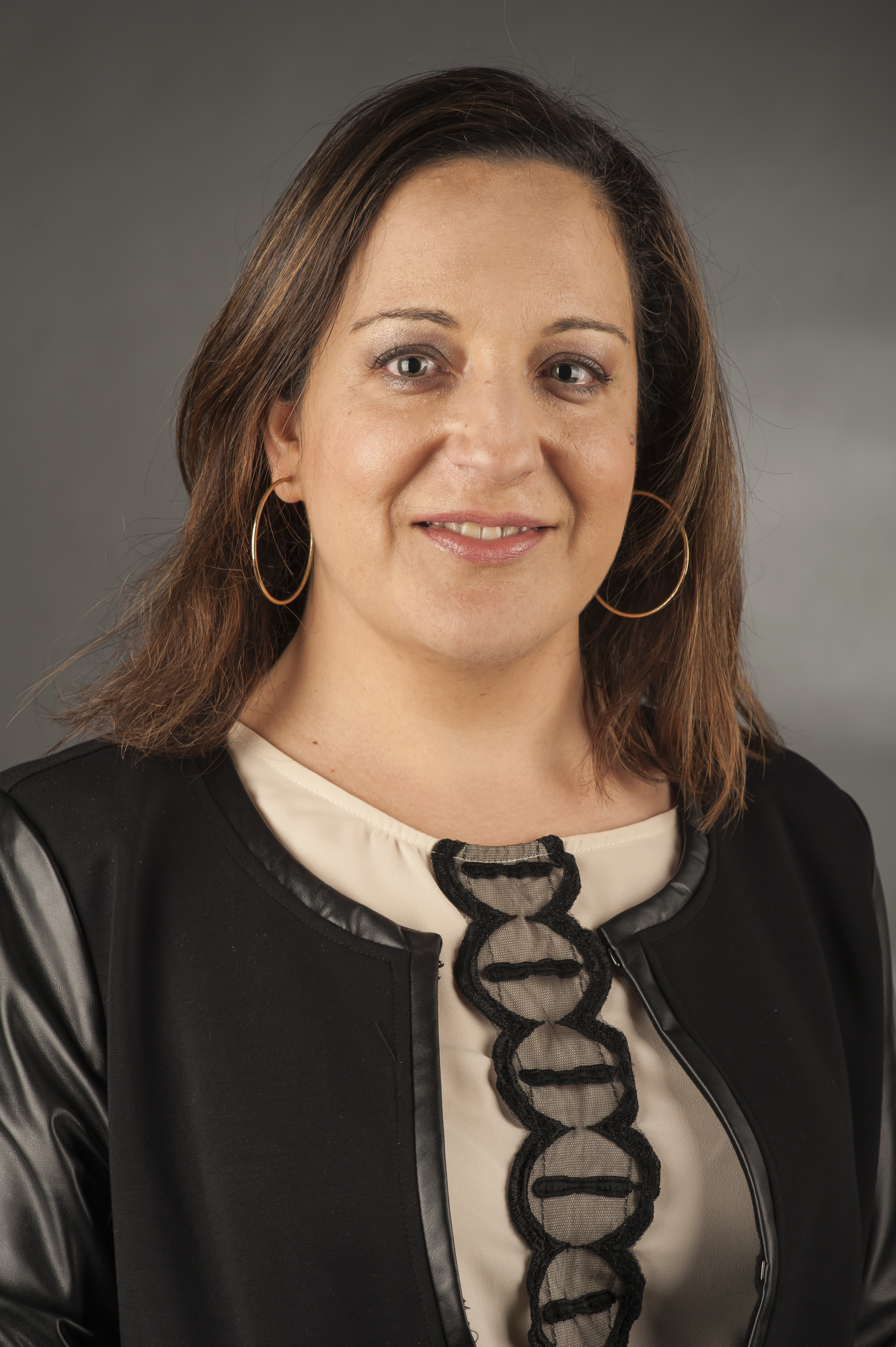
Iratxe García (2014)

Iratxe García Pérez (* 7. Oktober 1974 in Baracaldo) ist eine spanische Politikerin der sozialistischen Partei PSOE und Mitglied des Europäischen Parlaments. Seit 18. Juni 2019 ist sie Fraktionsvorsitzende der Fraktion der Progressiven Allianz der Sozialdemokraten.
Nach einem Diplom in Sozialarbeit (1995) war Iratxe García 1995 bis 2000 Mitglied des Gemeinderats von Laguna de Duero sowie des Provinzparlaments von Valladolid. Bei den spanischen Parlamentswahlen 2000 gewann sie einen Sitz, den sie bis 2004 innehatte. Bei der Europawahl 2004 wurde sie schließlich ins Europäische Parlament gewählt, wo sie der Fraktion der Sozialdemokratischen Partei Europas (SPE) angehört. Sie war für die ganze Wahlperiode Mitglied im Ausschuss für regionale Entwicklung.
In der EU-Parlament-Periode 2009–2014 war García Pérez Mitglied im Ausschuss für Landwirtschaft und ländliche Entwicklung, im Ausschuss für die Rechte der Frau und die Gleichstellung der Geschlechter und in der
Delegation für die Beziehungen zu Indien.
Als Stellvertreterin ist sie im Ausschuss für regionale Entwicklung, in der Delegation für die Beziehungen zu Israel und der Delegation in der Parlamentarischen Versammlung der Union für den Mittelmeerraum tätig.
2014 bis 2017 war sie Vorsitzende des Ausschusses für die Rechte der Frau und die Gleichstellung der Geschlechter und damit Mitglied in der Konferenz der Ausschussvorsitze. In diesem Ausschuss blieb sie anschließend bis Ende der 8. Wahlperiode Mitglied. García Pérez war weiterhin 2014 bis 2015 Mitglied im Ausschuss für Umweltfragen, öffentliche Gesundheit und Lebensmittelsicherheit und 2015 bis 2019 im Ausschuss für regionale Entwicklung.